# Виттель, Гаспар ван

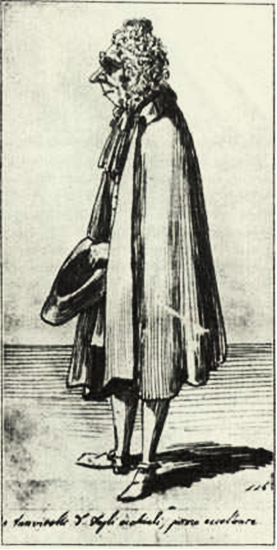
П. Л. Гецци. Карикатура на "Гаспаре Оккиали"

Гаспар ван Виттель, Каспар Адрианс ван Виттел, Гаспаре Ванвителли (нидерл. Caspar Adriaensz van Wittel, 1653, Амерсфорт, Северные Нидерланды — 13 сентября 1736, Рим) — живописец и рисовальщик голландского происхождения, романист, проживший почти всю жизнь в Италии, главным образом в Риме, и создававший пейзажи городов — ведуты. На итальянский лад прозывался Гаспаре Ванвителли (Gaspare Vanvitelli), или, по прозванию, «Гаспаре в очках» (Gaspare degli Occhiali). Его сын — архитектор Луиджи Ванвителли, строивший Королевский дворец в Казерте. Внук — Карло Ванвителли (1739—1821), также архитектор.

## Биография
Ван Виттель родился в католической семье в Амерсфорте (провинция Утрехт). Его отец был мастером-каретником. Каспар примерно в 1668—1674 годах изучал живопись в Амерсфорте у относительно малоизвестного художника Томаса Янса ван Винендала, а затем у более известного Матиаса Витуса.
В 1674 году вместе со своим другом Якобом ван Ставерденом, ещё одним учеником Витуса, он переехал в Неаполитанское королевство.

Гаспар ван Виттель и Корнелис Мейер. Судоходный Тибр. Ок. 1675 г. Бумага, перо, тушь

Как и его бывший учитель Витус, Гаспар ван Виттель жил в Риме, где существовала большая колония голландских художников, он присоединился к обществу «Перелётные птицы» (Bentvueghels), которое объединяло выходцев из северных стран, работавших в Италии. На первых порах ему помогало то, что члены общества разговаривали между собой по-голландски. Его прозвание, согласно обычаю, принятому в обществе, было «Piktoorts» (Факел) или «Toorts van Amersfoort» (Факел Амерсфорта). Его также прозвали «Gasparo dagli Occhiali» (Гаспаре в очках).
Самые ранние зарисовки Гаспара, или Гаспаре Ванвителли, из сохранившихся датированы 1681 годом и имеют характер ведут. Он работал в Риме вместе с фламандским художником Авраамом Геноэлсом и, возможно, даже был его учеником. Среди других сотрудников был Хендрик Франс ван Линт, который станет одним из ведущих художников-ведутистов в первой половине XVIII века.
Ван Виттель был первым из «художников топографических видов», позднее известных под названием «ведута». Ему часто приписывают превращение графической топографии в живописное искусство. Возможно, на его творчество повлияли рисунки фламандского рисовальщика Ливена Кройла, который создал серию городских пейзажей Рима в 1660-х годах.
В 1675 году Ванвителли сотрудничал с инженером-гидротехником Корнелисом Мейером, с целью проведения исследований течения Тибра и создал около пятидесяти рисунков, иллюстрирующих проекты по восстановлению судоходства по реке Тибр между Римом и Перуджей. Мейер использовал рисунки художника, чтобы проиллюстрировать один из своих трактатов серией гравированных видов. Достижения Ванвителли в области ведуты сложились также благодаря некоторым инструментам, ранее уже использовавшимися северными пейзажистами и итальянскими архитекторами (например Л. Б. Альберти); имеется ввиду прежде всего «оптический ящик»: камера-обскура.
Ванвителли писал картины с видами разных городов Италии, среди которых были Венеция, Милан, Феррара, Верона, Падуя, Болонья, Удине, Флоренция, Пьяченца. Но каждый раз возвращался в Рим. Его творчество было особенно востребовано представителями римской аристократии, от Одескальки до Колонны, Альбани и Оттобони. Он написал пятьдесят пять видов для Палаццо Колонна в Риме. С 1699 по 1702 годы Гаспаро Ванвителли работал в Неаполе при дворе испанского вице-короля. Здесь у него родился сын, Луиджи Ванвителли, будущий архитектор (за три года до этого художник женился в Риме).
В 1711 году он стал членом Академии Святого Луки. Также считается, что он оказал влияние на одного из крупнейших итальянских ведутистов — венецианца Каналетто. Некоторые из видов, которые Ванвителли писал во время своего визита в Венецию около 1697 года, предвосхищают картины Каналетто в их перспективных ракурсах (так называемая угловая перспектива). Примером может служить «Вид на Пьяццетту из залива Святого Марка» (Галерея Дориа-Памфили, Рим).
Под влиянием Ванвителли формировался творческий метод и индивидуальный стиль «русского Каналета», пейзажиста Фёдора Алексеева, а также итальянских художников Марко Риччи, Франческо Гварди и Луки Карлевариса.
Произведения Ван Виттеля имеются в крупных музеях и в частных коллекциях по всему миру. В Италии его картины можно увидеть в галереях Палаццо Колонна и Дориа-Памфили, Палаццо Корсини, Палаццо Барберини, в Капитолийской пинакотеке, в Ватикане и в Академии Святого Луки, а также в Палаццо Питти во Флоренции, в музеях Сан-Мартино и Каподимонте в Неаполе. В Санкт-Петербургском Эрмитаже экспонируется одна картина Ванвителли: «Вид Рима».
Наибольшее количество рисунков Ванвителли хранится в музее Каподимонте в Неаполе и в Королевском дворце в Казерте.

## Галерея

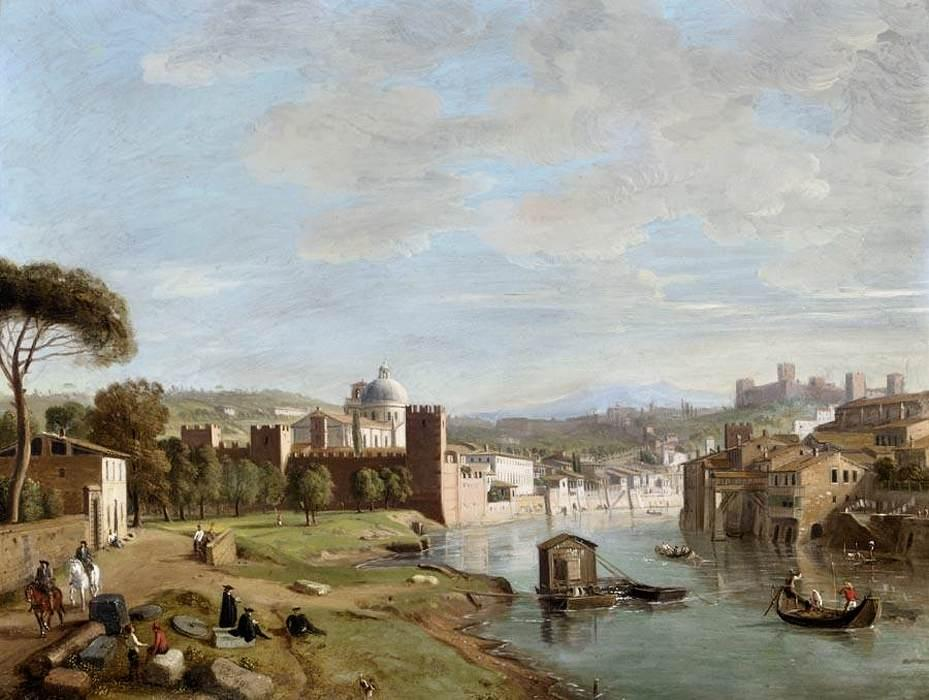
Верона. Вид на реку Адидже. 1710-е гг. Медь, масло. Частное собрание
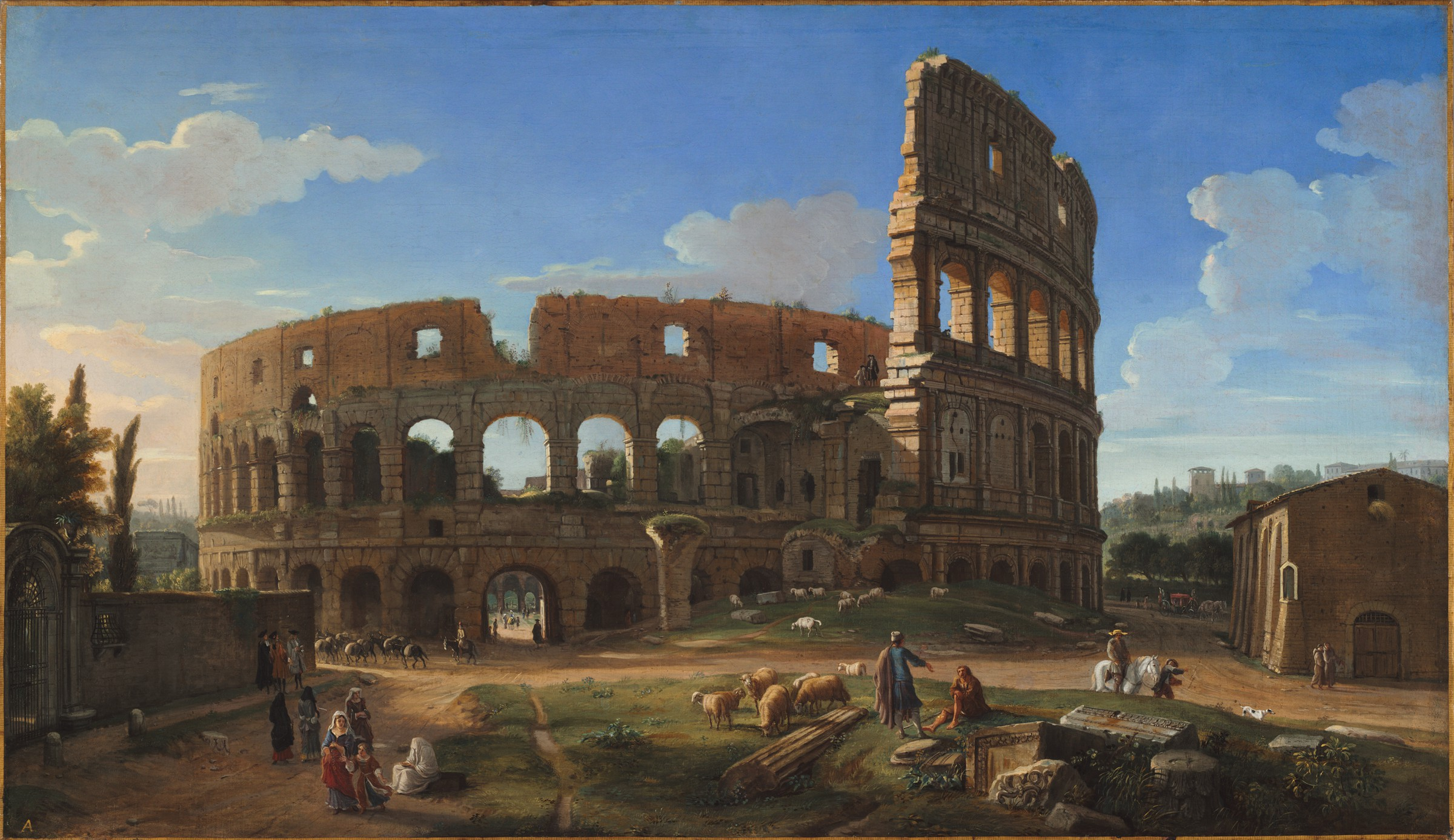
Колизей с юго-востока. Ок. 1700 г. Холст, масло. Музей Гарвардского университета. Кембридж, США
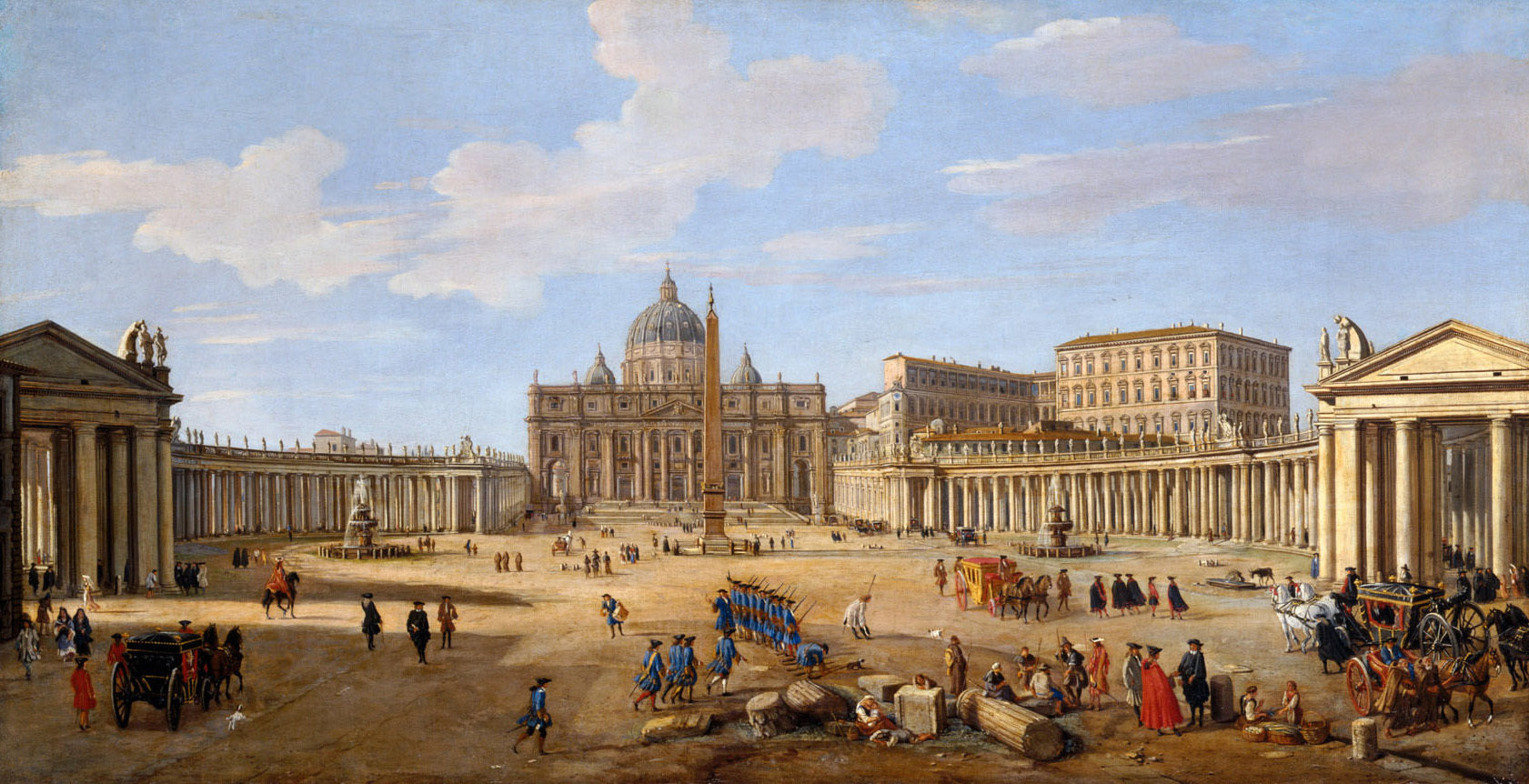
Собор Святого Петра в Риме. Между 1700 и 1710 гг. Холст, масло. Музей истории искусств, Вена
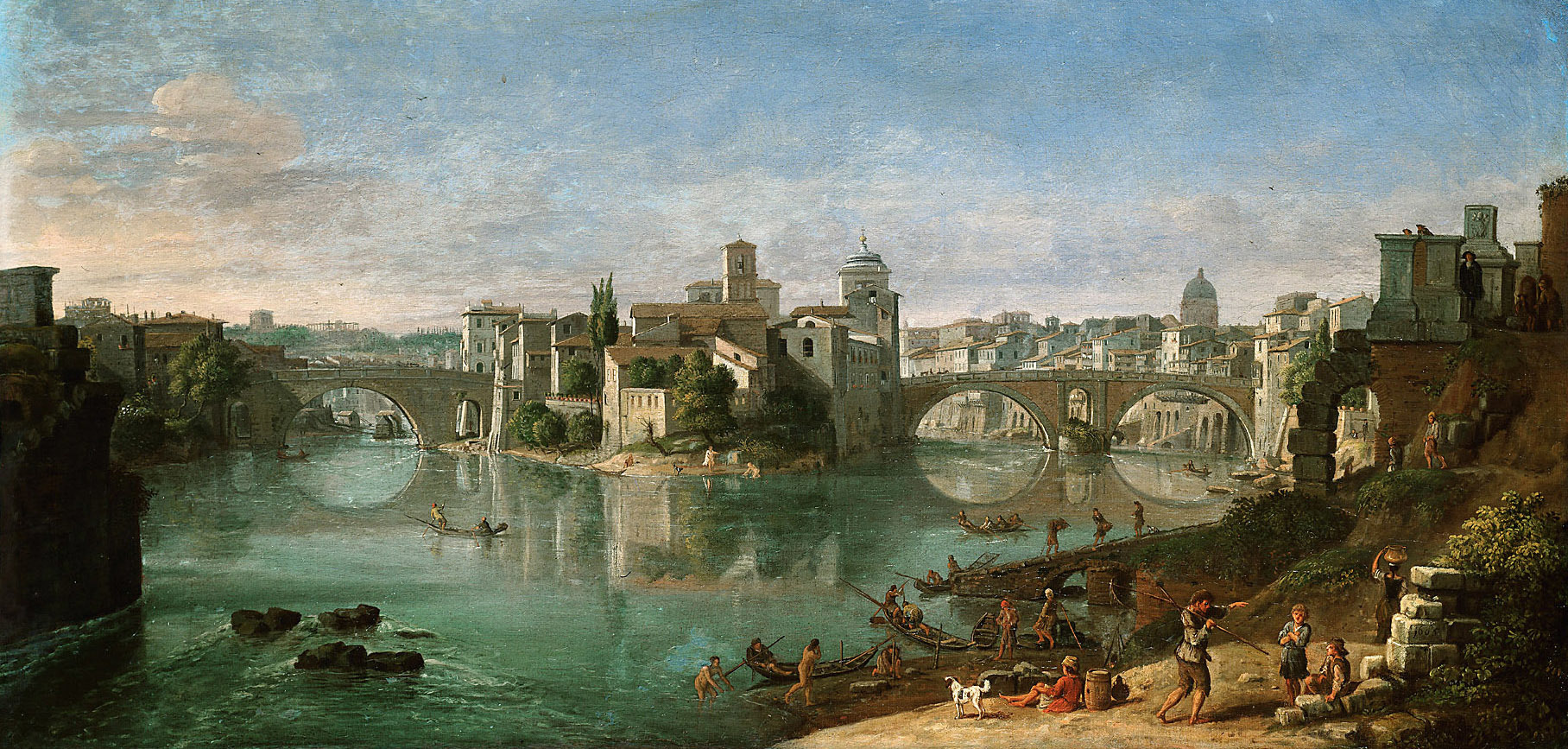
Вид Тибра в Риме. 1685. Холст, масло. Музей истории искусств, Вена
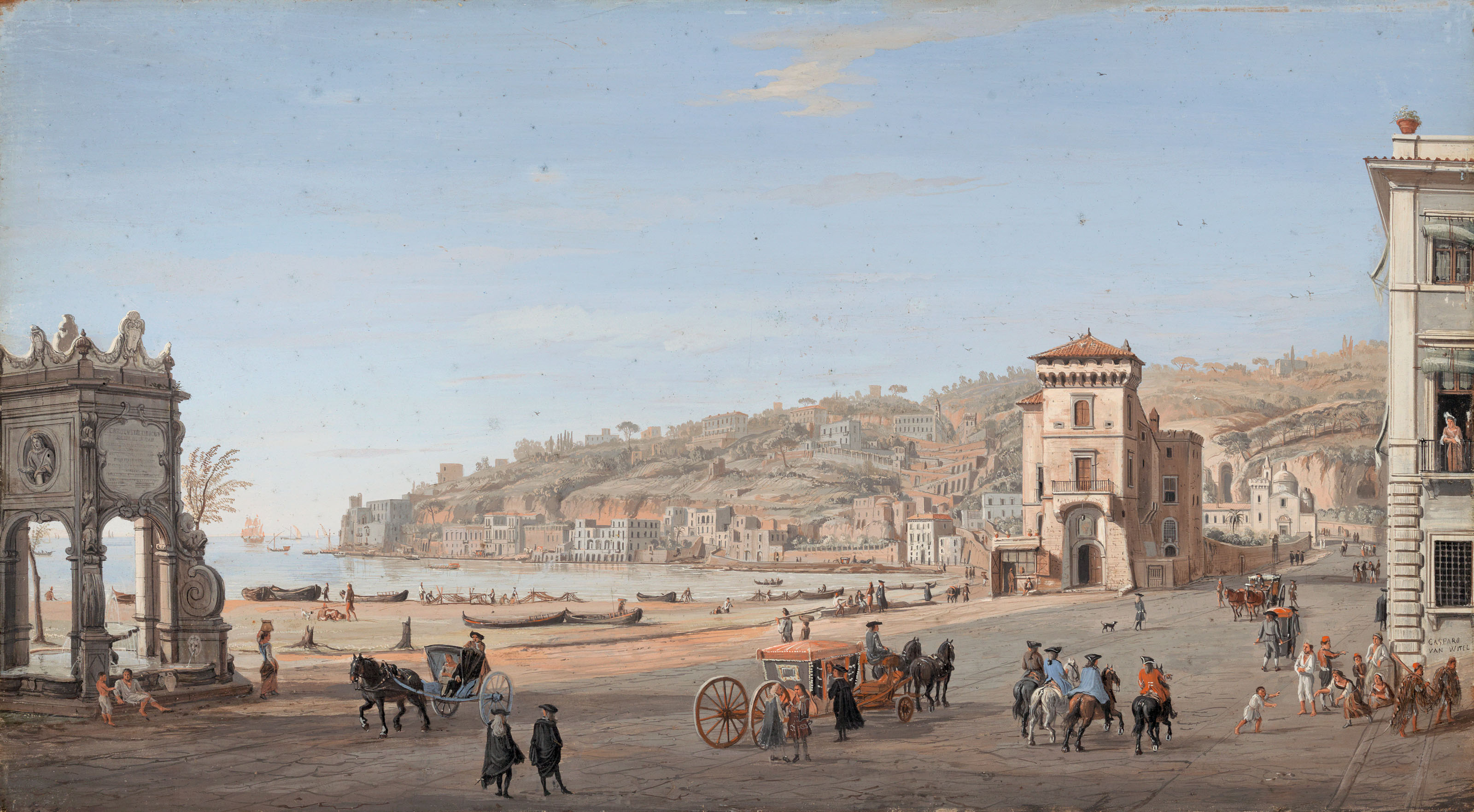
Ривьера-ди-Кьяйя в Неаполе. Дерево, гуашь. Частное собрание
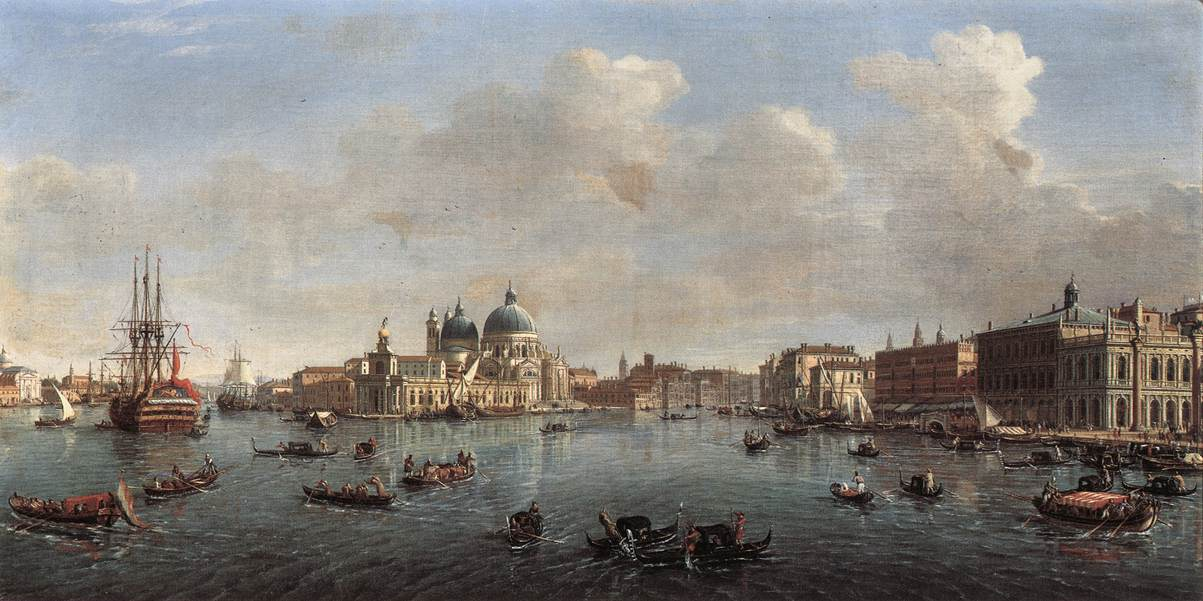
Залив Святого Марка. 1710. Холст, масло. Частное собрание
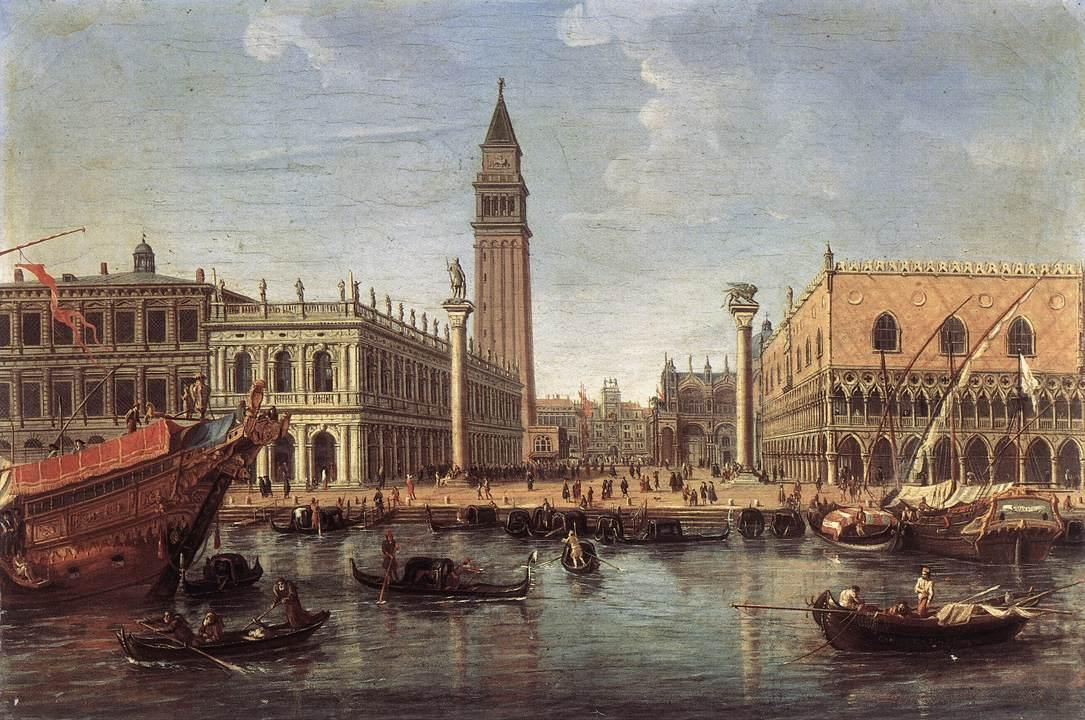
Вид на Пьяццетту из залива Святого Марка. Ок. 1700 г. Холст, масло. Галерея Дориа-Памфили, Рим
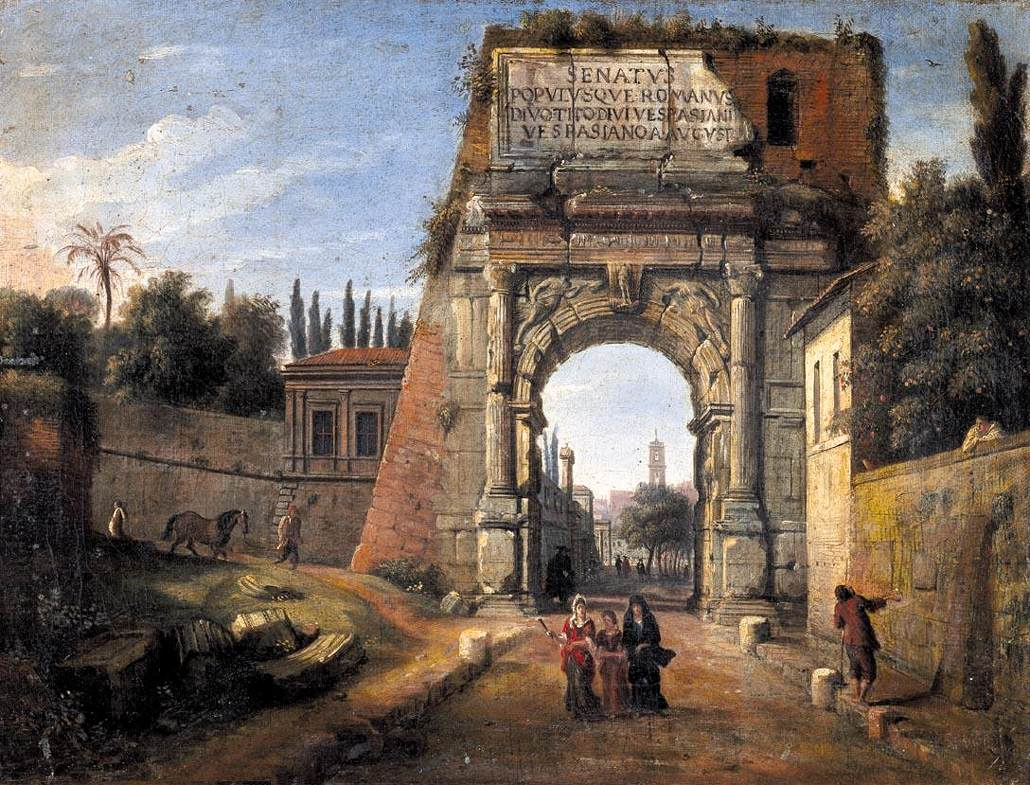
Вид Арки Тита в Риме. 1710-е гг. Холст, масло. Частное собрание
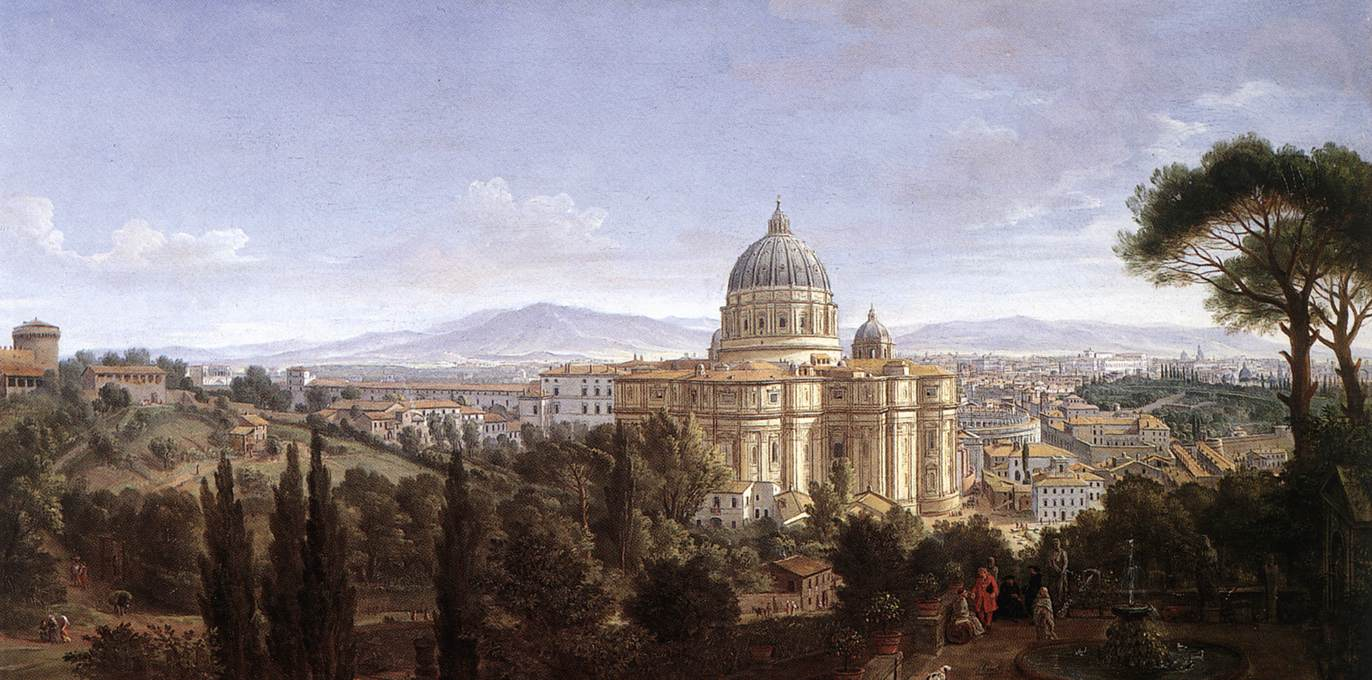
Собор Святого Петра в Риме. Ок. 1711. Холст, масло. Частное собрание
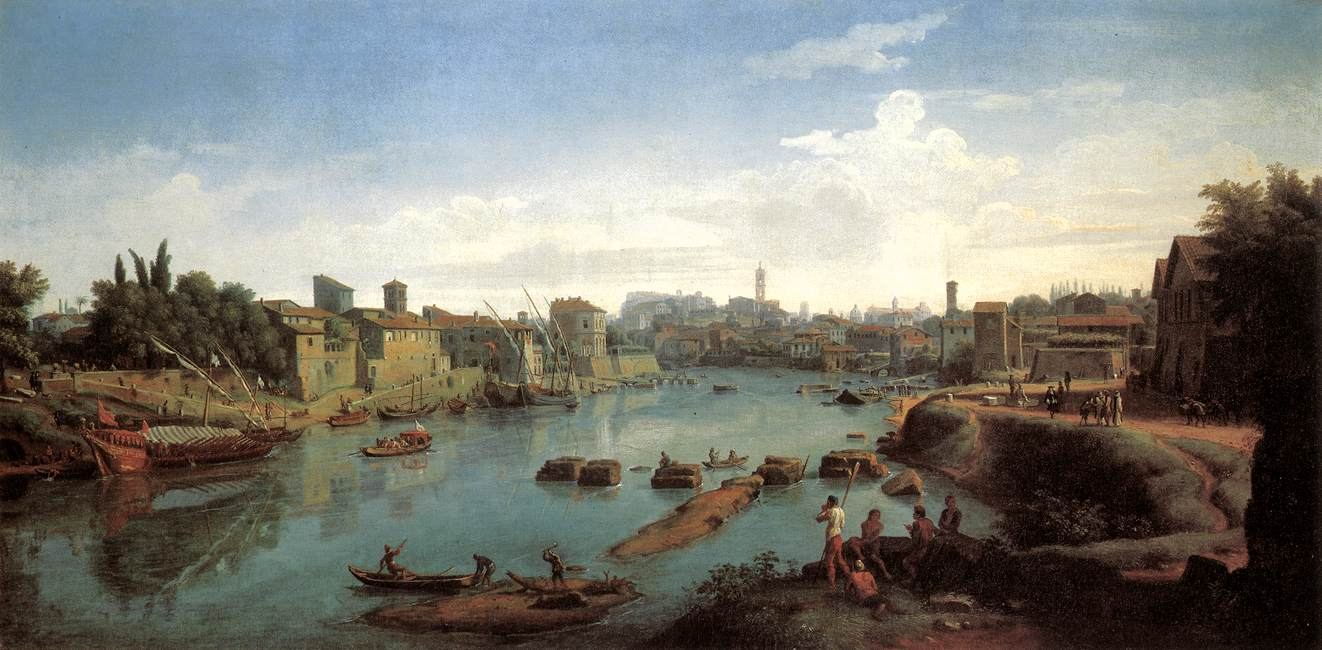
Рим. Тибр около Порто-ди-Рипетта. Ок. 1711. Холст, масло. Академия Святого Луки, Рим
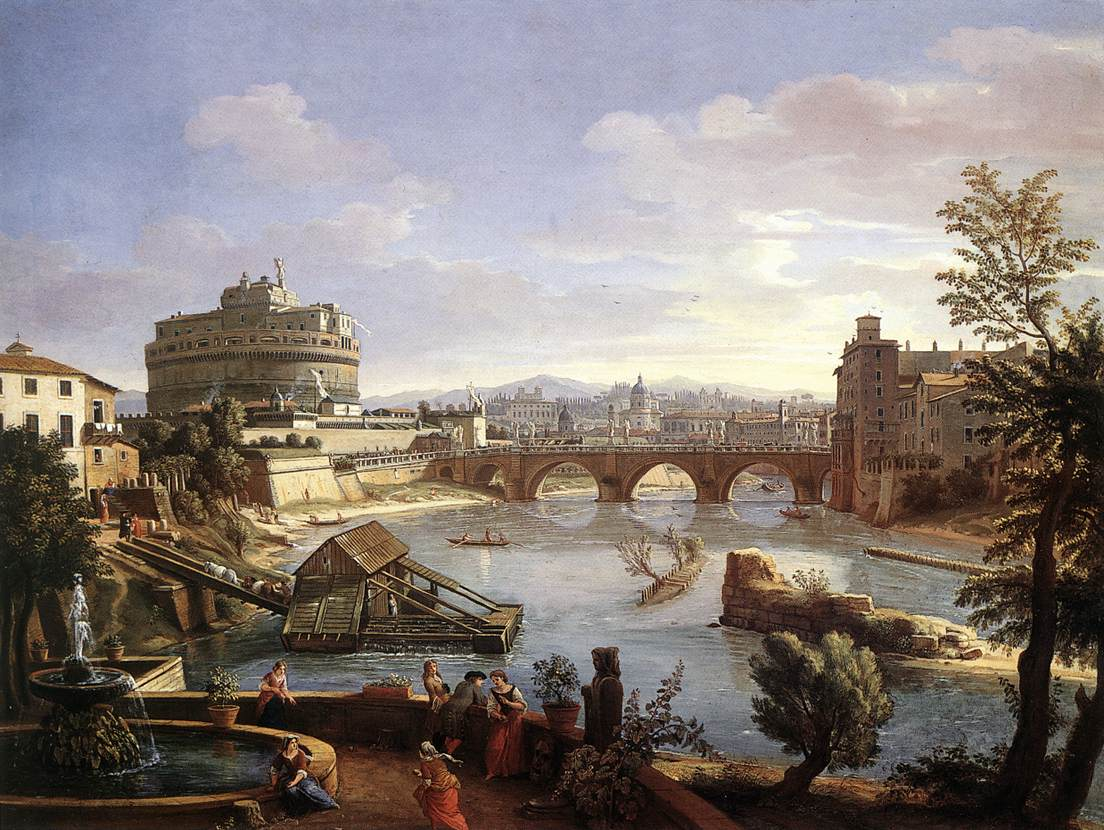
Замок Святого Ангела с юга. 1690-е гг. Холст, масло. Частное собрание
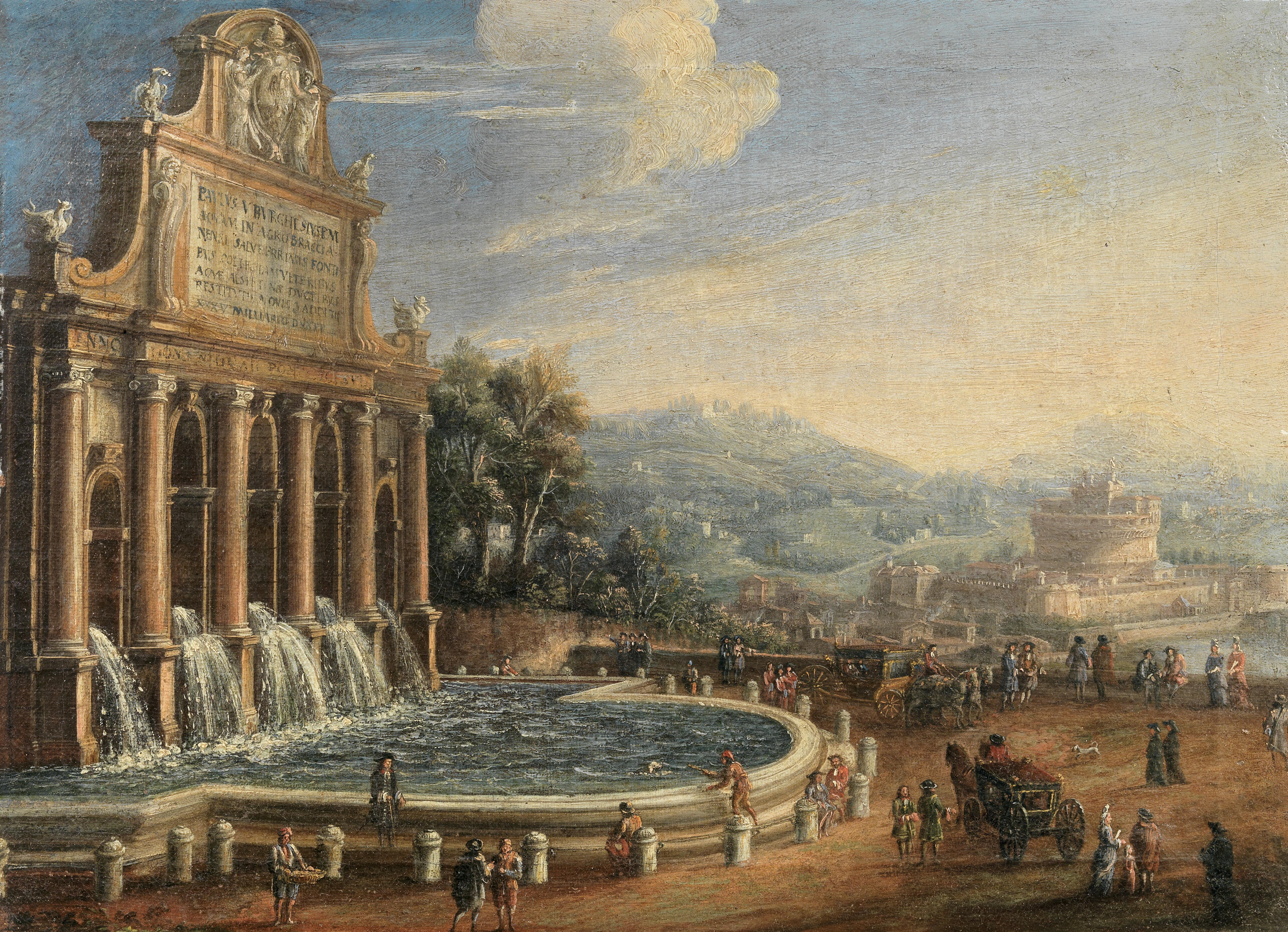
Фонтан Аква Паола. Ок. 1730 г. Холст, масло
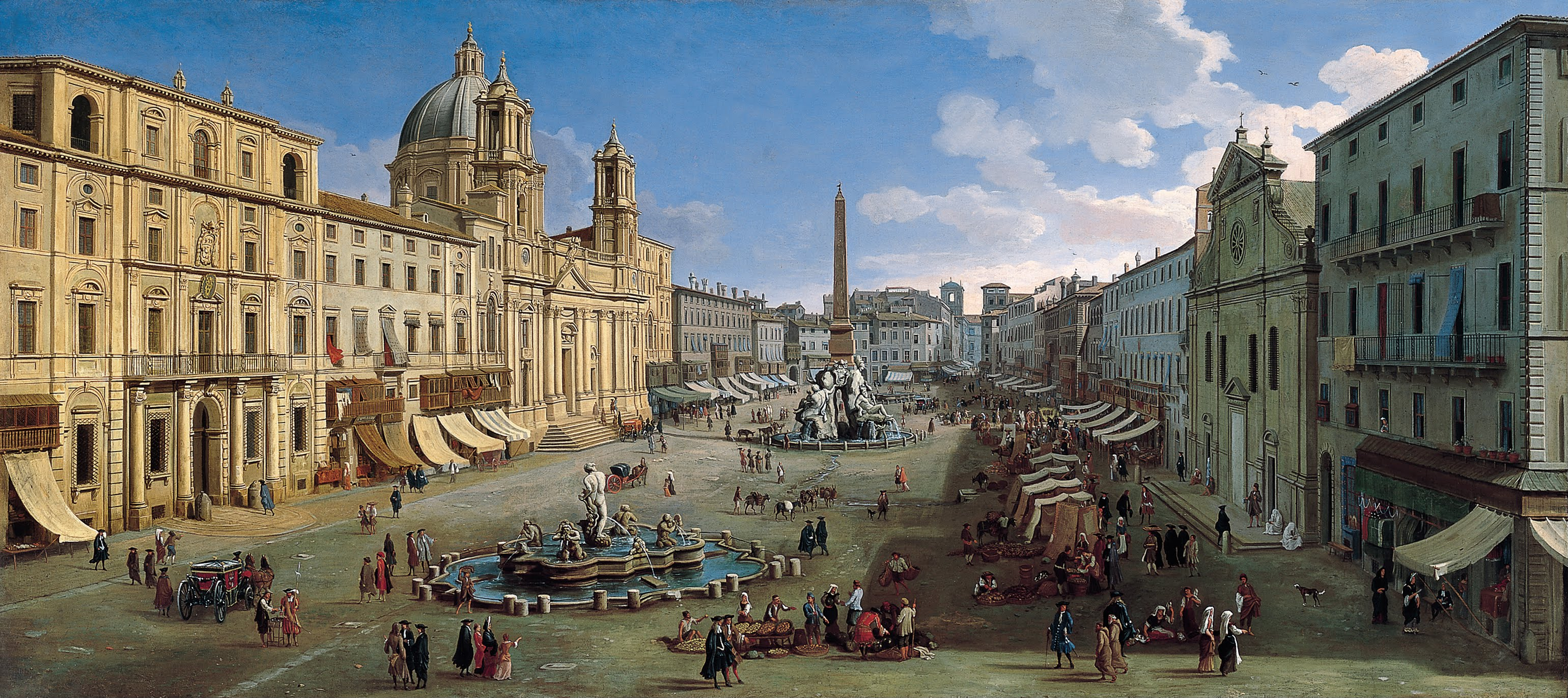
Пьяцца Навона. Рим. 1699. Холст, масло. Музей Тиссен-Борнемиса, Мадрид